# 伊藤和明

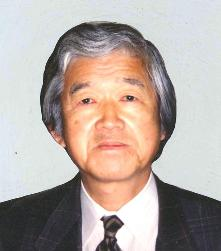
『小泉内閣メールマガジン』寄稿に際して内閣官房により公表された肖像写真

伊藤 和明（いとう かずあき、1930年12月7日 - ）は、元NHK解説委員。防災情報機構特定非営利活動法人会長、特定非営利活動法人日本防災士機構理事。立山カルデラ砂防博物館名誉館長。伊豆大島火山博物館名誉館長。

## 来歴

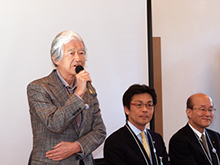
2008年1月16日、「ぼうさいカフェ in あたみ」にて内閣府特命担当大臣（防災担当）泉信也（右）、熱海市長齊藤栄（中央）と

- 1930年（昭和5年） - 東京都生まれ。
- 1953年（昭和28年）
  - 東京大学理学部地学科卒業。
  - 東京大学教養学部助手。
- 1959年（昭和34年） - NHK入局（科学番組制作担当）。
- 1978年（昭和53年） - NHK解説委員就任。
- 1990年（平成2年）- 2000年（平成12年） - NHK部外委嘱解説委員。
- 1990年（平成2年）- 2001年（平成13年） - 文教大学国際学部教授。
- 2000年（平成12年）6月 - 国際トロッコサミット実行委員会委員長。
- 2002年（平成14年）1月 - 防災情報機構特定非営利活動法人会長就任。
- 2003年（平成15年）7月31日 - 中央防災会議災害教訓の継承に関する専門調査会座長就任。

## 公職
- 21世紀の消防を考える会座長（自治省消防庁）
- 中央公害対策審議会委員（環境庁）
- 消防審議会会長（総務省消防庁）
- 海洋開発審議会委員（総理府）
- 地震調査研究推進本部政策委員会委員（文部科学省）
- 社会資本整備審議会河川分科会委員（国土交通省）
- 中央防災会議専門委員（内閣府）
- 地球環境研究等企画委員会委員（環境省）

## 受賞歴
- 1991年（平成3年）年度国土庁防災功績者賞

## 著書
- 伊藤和明文、帆足次郎絵　『地震はなぜおこる』　フレーベル館〈フレーベル館のかんさつシリーズ〉、1980年。
- 伊藤和明　『火山 : 噴火と災害』　保育社〈カラーブックス〉、1981年。
- 村上処直・伊藤和明　『地震と人 : その破壊の実態と対策』　同文書院〈DBS cosmos library〉、1984年。
- 伊藤和明　『火山噴火予知と防災 : ドキュメント伊豆大島』　岩波書店〈岩波ブックレット〉、1987年、ISBN 4-00-003020-5。
- 伊藤和明　『自然とつきあう : 実りある環境教育のために』　明治図書出版〈シリーズ・教育をひらく〉、1987年、ISBN 4-18-096204-7。
- 伊藤和明　『大地震・あなたは大丈夫か』　日本放送出版協会、1990年、ISBN 4-14-018088-9。
- 奈須紀幸・伊藤和明編　『大気汚染から地球をまもれ!』　ポプラ社〈地球の環境問題シリーズ〉、1991年、ISBN 4-591-03865-3。
- 奈須紀幸・伊藤和明編　『地球から森が消えていく』　ポプラ社〈地球の環境問題シリーズ〉、1991年、ISBN 4-591-03866-1。
- 奈須紀幸・伊藤和明編　『わたしたちの水があぶない!』　ポプラ社〈地球の環境問題シリーズ〉、1991年、ISBN 4-591-03868-8。
- 奈須紀幸・伊藤和明編　『フロンガスがオゾン層をこわす : 紫外線をふせぐオゾン層』　ポプラ社〈地球の環境問題シリーズ〉、1991年、ISBN 4-591-03870-X。
- 伊藤和明文、帆足次郎絵　『地震はなぜおこる』　フレーベル館〈新版かんさつシリーズ〉、1992年、ISBN 4-577-01227-8。
- 伊藤和明監修　『巨大地震と大噴火 : Close-up』　世界文化社、1993年、ISBN 4-418-93204-6。
- 伊藤和明　『直下地震!』　岩波書店〈岩波科学ライブラリー〉、1995年、ISBN 4-00-006526-2。
- 伊藤和明ほか　『住まいの耐震診断・補強のすすめ : どう実現する安全な家と町』　日本建築学会編、彰国社、1997年、ISBN 4-395-00562-4。
- 伊藤和明ほか　『地震から暮らしを守る町づくり : 大震災から学んだ74の提言』　日本建築学会編、彰国社、1998年、ISBN 4-395-00570-5。
- 里見宏・立川涼・伊藤和明監修、大島秀太文　『身近にひそむ環境ホルモン・ダイオキシン』　金の星社〈総合的な学習に役立つ心・からだ・生命を考える本〉、1999年、ISBN 4-323-06395-4。
- 奈須紀幸監修、伊藤和明・松下和夫編　『人間が地球の環境をこわしてきた』　ポプラ社〈ここまできた!環境破壊 : 総合的な学習にやくだつ〉、2000年、ISBN 4-591-06349-6。
- 伊藤和明　『地震と噴火の日本史』　岩波書店〈岩波新書〉、2002年、ISBN 4-00-430798-8。
- 伊藤和明監修、荒牧重雄ほか　『世界の富士山』　山海堂、2004年、ISBN 4-381-01649-1。
- 伊藤和明　『津波防災を考える : 「稲むらの火」が語るもの』　岩波書店〈岩波ブックレット〉、2005年、ISBN 4-00-009356-8。
- 伊藤和明　『日本の地震災害』　岩波書店〈岩波新書〉、2005年、ISBN 4-00-430977-8。
- 伊藤和明監修、瀧澤美奈子文　『深海にひめられた地球の真実』　旺文社〈ふしぎナゾ最前線! : 現代科学の限界にいどむ〉、2006年、ISBN 4-01-071926-5。
- 伊藤和明監修、国司真文　『最先端科学がときあかす宇宙』　旺文社〈ふしぎナゾ最前線! : 現代科学の限界にいどむ〉、2007年、ISBN 978-4-01-071930-5。